# Агашово
Агашово (рос. Агашово) — присілок у Лодєйнопольському районі Ленінградської області Російської Федерації.
Населення становить 10 осіб. Належить до муніципального утворення Янегське сільське поселення.

## Історія
Згідно із законом від 20 вересня 2004 року № 63-оз належить до муніципального утворення Янегське сільське поселення.

## Населення
| 1879 | 1905 | 1927 | 1958 | 1997 | 2007 | 2010 |
| ---- | ---- | ---- | ---- | ---- | ---- | ---- |
| 113  | ↗180 | ↗260 | ↘69  | ↘14  | ↘12  | ↘9   |
| 2014 |      |      |      |      |      |      |
| ↗10  |      |      |      |      |      |      |